# Hayes (Bromley)
Hayes è una città periferica di Londra, amministrativamente ricompreso nel Distretto di Hillingdon. Hayes è conosciuta per essere stata la sede della EMI. Le parole "Hayes, Middlesex" compaiono sul retro degli album dei Beatles